# Dekanat kostrzyński
Dekanat kostrzyński – jeden z 43 dekanatów archidiecezji poznańskiej, składa się z dziesięciu parafii:
- Parafia pw. Najświętszej Maryi Panny Wniebowziętej (Czerlejno),
- Parafia pw. Wniebowzięcia Najświętszej Maryi Panny (Giecz),
- Parafia pw. św. Jana Chrzciciela (Grodziszczko),
- Parafia pw. św. Kazimierza (Gułtowy),
- Parafia Najświętszej Maryi Panny Szkaplerznej w Iwnie, (Iwno),
- Parafia pw. Wszystkich Świętych (Kleszczewo),
- Parafia pw. bł. Jolanty (Kostrzyn).
- Parafia pw. św. Apostołów Piotra i Pawła (Kostrzyn),
- Parafia św. Mikołaja w Siedlcu, (Siedlec),
- Parafia św. Jadwigi w Siekierkach Wielkich, (Siekierki Wielkie).

Dekanat sąsiaduje z dekanatami:
- swarzędzki,
- średzki,
- dekanaty archidiecezji gnieźnieńskiej.

Administracyjnie dekanat znajduje się na terenie gminy Kostrzyn, wschodniej części gminy Kleszczewo (Kleszczewo) oraz północnej części gminy Dominowo (Giecz).